# Dominic Zamprogna
Dominic Zamprogna est un acteur canadien né le 21 avril 1979 à Hamilton en Ontario.

## Biographie

### Vie privée
Il est le frère de Gema Zamprogna et le jumeau d'Amanda Zamprogna (toutes les deux sont des actrices).

## Filmographie

### Cinéma
- 1991 : F/X2, effets très spéciaux (F/X2) de Richard Franklin : Chris Brandon
- 1995 : L'Aigle de fer 4 (Iron Eagle IV) de Sidney J. Furie : Rudy Marlowe
- 1997 : Secrets d'ados (en) (The Boys Club) de John Fawcett : Kyle
- 2002 : Drummer Boy de David Dawson : Philip Renold
- 2005 : Terreur en milieu hostile (en) (It Waits) de Steven R. Monroe : Justin Rawley
- 2008 : Cutting for Stone de David Dawson : Phillip
- 2009 : 2012 de Roland Emmerich : Paramedic

### Télévision

#### Téléfilms
- 1992 : Wojeck: Out of the Fire de George Bloomfield : Jesus Arcadio
- 1992 : The Trial of Red Riding Hood de Eric Till :
- 1995 : Fight for Justice: The Nancy Conn Story de Bradford May : Billy
- 1997 : The Book of Jamie G. de Ron Oliver : Jamie G.
- 2000 : Rivales de Norma Bailey : Andrew
- 2001 : Come l'America de Andrea Frazzi et Antonio Frazzi : Matteo vieux
- 2001 : Le Prix de la perfection (Dying to Dance) de Mark Haber : Zack
- 2001 : Danger en haute mer (en) (Danger Beneath the Sea) de Jon Cassar : AS Ryan Alford
- 2004 : Terreur nucléaire (en) (Meltdown) de Jeremiah S. Chechik : Agent Steve Ritchie
- 2005 : Bloodsuckers de Matthew Hastings : Damian
- 2005 : The Engagement Ring de Steven Schachter : Johnny jeune
- 2006 : Ma Fille en danger (Engaged to Kill) de Matthew Hastings : Nick / Ivan
- 2006 : Menace sur la terre (en) (Deadly Skies) de Sam Irvin : Hockstetter
- 2007 : La Voix du cœur (A Valentine Carol) de Mark Jean : Ben
- 2009 : Un crime à la mode (Hostile Makeover) de Jerry Ciccoritti : Tate

#### Séries télévisées
- 1991 : Force de frappe (Counterstrike) : Terry
- 1993-1994 : Fais-moi peur ! (Are You Afraid of the Dark?) : Jed / Rush Keegan
- 1993-1999 : Crypte Show (Tales from the Cryptkeeper) : Peter / Simon / Kid / Vincent (voix)
- 1994 : Le Bus magique (The Magic School Bus) : Caller (voix)
- 1994-1997 : Kung Fu, la légende continue (Kung Fu: The Legend Continues) : Matt
- 1995 : L'Histoire sans fin (The NeverEnding Story) : Artreyu (voix)
- 1996 : Ready or Not (en) : Cam
- 1996-1997 : Wind at My Back (en) : Tony Piretti
- 1999 : Psi Factor, chroniques du paranormal (Psi Factor: Chronicles of the Paranormal) : Kevin
- 2001 : MythQuest (en) : Kadilus
- 2001 : Leap Years (en) : Hector
- 2001-2005 : Edgemont : Mark Deosdade
- 2002 : Odyssey 5 : Justin Deckard
- 2003 : Coroner Da Vinci (Da Vinci's Inquest) : Police Constable #1 / Police Constable #3
- 2004 : La Part du diable (Touching Evil) : LaMarr
- 2004 : Stargate Atlantis : Aries
- 2004 : Cold Squad, brigade spéciale : Mark
- 2004-2006 : Battlestar Galactica : Jammer
- 2005 : Tru Calling : Donald Stuart Mitchell III
- 2005 : Supernatural : Beau
- 2006 : Blade (Blade: The Series) : Kurt
- 2006 : Battlestar Galactica: The Resistance : Jammer
- 2007 : Painkiller Jane : Phil
- 2007 : Bionic Woman : Med-Flight Tech #1
- 2007 : Flash Gordon : Rake the Performer
- 2008 : The Border : Roberto Abrantes
- 2008 : The L Word : Greg / Jim (6 épisodes)
- 2009 : Smallville : Bruno Mannheim
- 2009 : Stargate Universe : Dr Boone
- 2009-2018 : Hôpital central (General Hospital) : Dante Falconeri / Dominic Pirelli